# Devlapur, Koppal
Devlapur là một làng thuộc tehsil Koppal, huyện Koppal, bang Karnataka, Ấn Độ.